# Steven Hill
Pour les articles homonymes, voir Stephen Hill.
Vous lisez un « bon article » labellisé en 2016.
Solomon Krakovsky, dit Steven Hill, est un acteur américain, né le 24 février 1922 à Seattle et mort le 23 août 2016 à Monsey dans l'État de New York. Il est aussi un adaptateur de pièces de théâtre à l’Actors Studio et à quelques reprises un auteur de théâtre durant les années 1940 et 1950.
Il obtient ses premiers contrats d'acteur à l'après-guerre dans les stations de radios à New York, au théâtre à Broadway ainsi que dans les productions de l'Actors Studio, dont il est l'un des membres fondateurs, sur scènes et à la télévision de la fin des années 1940.
Acteur établi au théâtre et reconnu pour son talent, les studios d'Hollywood l'engagent à la télévision et à quelques reprises au cinéma dans les années 1950 et 1960. Il joue son premier film dans La Dame sans passeport (1950) de Joseph H. Lewis et ses premiers rôles importants dans les films dramatiques La Déesse (1958) de John Cromwell et Kiss Her Goodbye (1959) d'Albert Lipton. Dans les années 1960, John Cassavetes l'engage dans le drame social Un enfant attend (1962) et Sydney Pollack dans le thriller Trente minutes de sursis (1965).
Souvent engagé pour des téléfilms, il y joue le plus souvent des premiers rôles, entre autres pour des metteurs en scène de renom comme Sidney Lumet, John Frankenheimer, Sydney Pollack, Arthur Penn ou Alfred Hitchcock, pour ce dernier en tant que producteur exécutif d'Alfred Hitchcock présente, durant l'âge d'or de la télévision américaine.
En 1966-1967, il connaît la notoriété mondiale à travers le rôle emblématique de Daniel Briggs dans la première saison de Mission impossible avant son éviction de la série et son retrait d'Hollywood pendant dix ans. À son retour, il débute à l'âge de cinquante-cinq ans une deuxième carrière au cinéma et à la télévision, avec une filmographie de seize longs métrages de 1980 à 1993. À la fin de sa carrière, il se distingue dans le rôle du procureur général Adam Schiff dans la série télévisée New York, police judiciaire de 1990 à 2000.
Il remporte un Sylvania Television Award pour le rôle dramatique de l'année 1954, dans la série jouée en direct à la télévision, le Philco Television Playhouse dans l'épisode Man of the Mountaintop du metteur en scène Arthur Penn.

## Biographie

### Jeunesse, de Seattle à New York

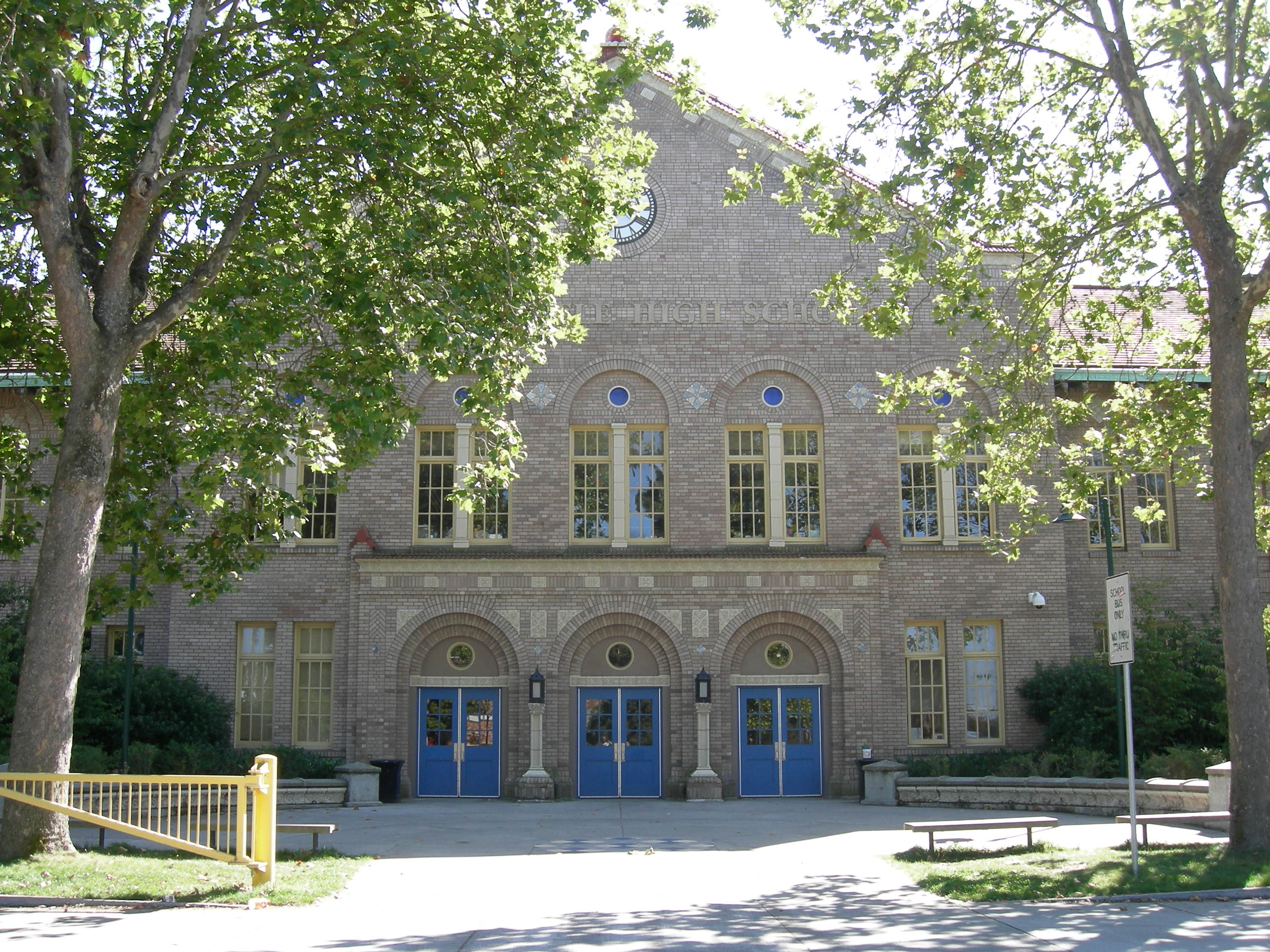
West Seattle High School, université de la ville de Seattle, État de Washington, États-Unis.

Solomon Krakovsky naît à Seattle, sur la côte nord-ouest des États-Unis, sous le nom de Solomon Krakovsky, de parents d'origine russe. Dans sa ville natale, il découvre le théâtre pendant son enfance lorsque sa sœur participe à un concours. Plus tard, il se remémore cet épisode : « Je l'ai vue sur scène et je me suis dit : cela ne me dérangerait pas que tous ces gens me regardent, d'être sous les feux de la rampe. Cela pourrait être amusant. » C'est par son intermédiaire qu'il fait ses débuts au théâtre.
Il étudie à la West Seattle High School, l'université de l'État de Washington, dont il sort diplômé en 1940. Il part ensuite travailler à Chicago pendant huit mois puis reste à New York pendant deux ans. À New York, il connaît une période de difficultés. Il frappe à toutes les portes pour décrocher une pige dans un théâtre ou un petit contrat d'acteur. De ses années de galère, il dit : « la marque d'un acteur qui réussit c'est la persévérance. »
Il intègre l'armée en 1942 et sert durant quatre ans dans l'United States Navy Reserve (USNR), la réserve des volontaires de la Marine des États-Unis. À la fin de la Seconde Guerre mondiale, le jeune homme se destine toujours à devenir acteur, un métier qu'il pratique à partir de 1946 dans les stations de radios new-yorkaises puis sur les planches des théâtres de Broadway à New York.

### Période Broadway

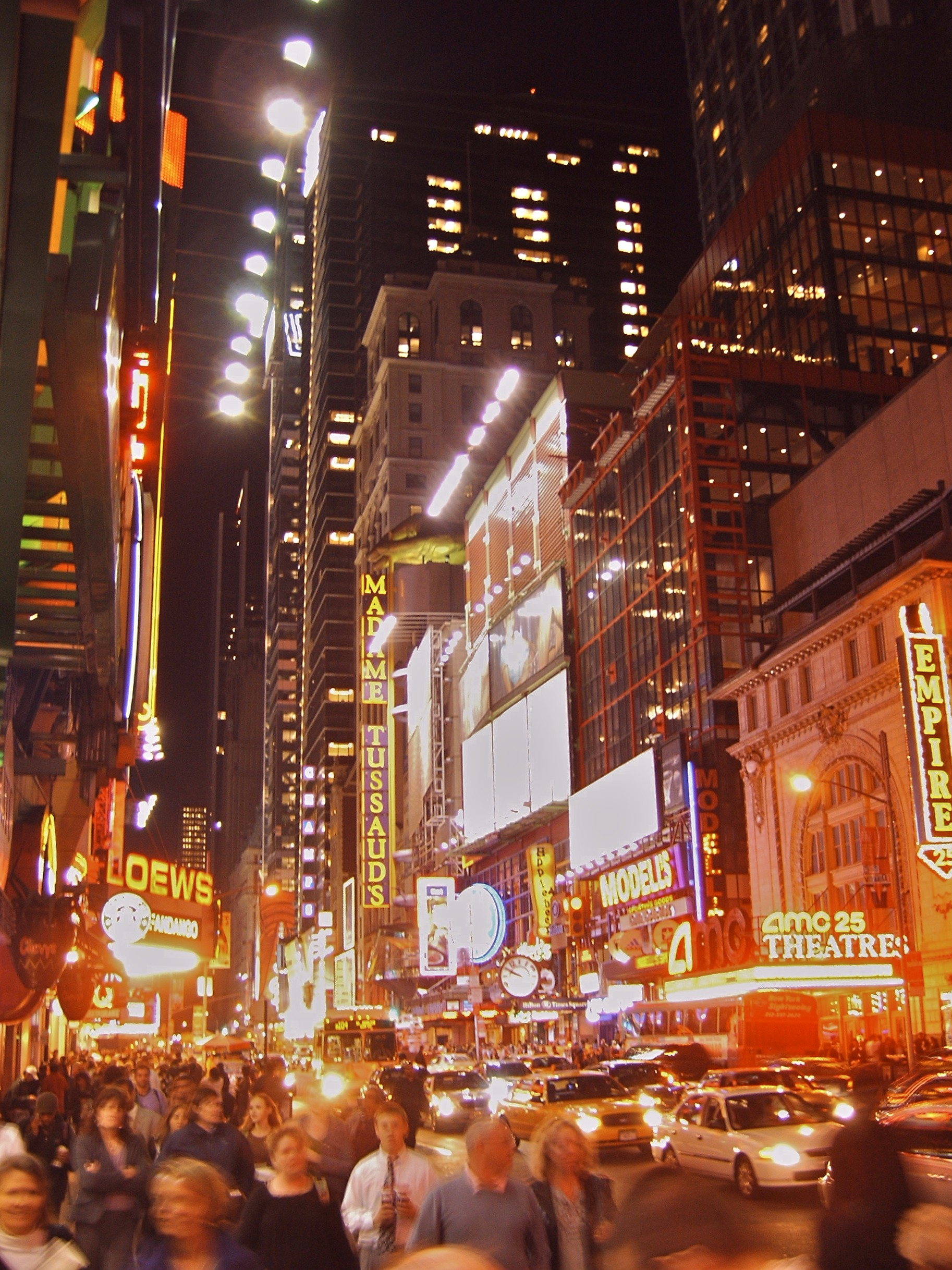
Broadway à Times Square, quartier des théâtres de New York.

Le jeune acteur fait sa première apparition sur une scène de Broadway, en 1946, dans le rôle du premier soldat dans A Flag is Born (littéralement « La naissance d'un drapeau »), pièce mise en scène par Ben Hecht, aux côtés de Paul Muni et du prometteur jeune acteur Marlon Brando. En 1947, le metteur en scène américain Elia Kazan l'invite à rejoindre Marlon Brando, Montgomery Clift, Julie Harris, Cloris Leachman et d'autres acteurs en tant que membre fondateur de l'Actors Studio.
Le premier tournant de sa carrière se situe en 1948, lorsqu'il tient le rôle de Stefanowski dans la pièce de théâtre Mister Roberts, avec Henry Fonda dans le rôle principal et Joshua Logan comme metteur en scène. Cette pièce est reprise au cinéma en 1955, sous le même titre (distribué en France sous le titre Permission jusqu'à l'aube) ; le film est dirigé par un trio de réalisateurs réputés, John Ford, Mervyn LeRoy et, de nouveau, Joshua Logan. La distribution comprend des stars du grand écran : Henry Fonda, qui reprend son rôle, James Cagney, William Powell et Jack Lemmon.
Au sujet de son travail d'acteur de théâtre dans Mister Roberts, Steven Hill raconte : « Le metteur en scène, Joshua Logan, pensait que j'avais des capacités et il m'a laissé créer l'une des scènes. J'ai alors improvisé un dialogue qui a été retenu pour la pièce. Ce fut ma première reconnaissance. Cela m'a donné un formidable encouragement à rester dans le métier. »
Tout en étant activement impliqué dans l'Actors Studio, il joue dans plusieurs pièces et accumule de l'expérience notamment dans le rôle de Thaddeus Long, protagoniste de Sundown Beach, une production de l'Actors Studio, mise en scène par Elia Kazan en septembre 1948. Il prête aussi ses traits au personnage de Lyndstrand dans la pièce dramatique The Lady from the Sea en août 1950. Les productions théâtrales de Times Square deviennent une étape importante dans son développement artistique.
À partir de la fin de l'année 1950 jusqu'à la mi-1951, le jeune acteur joue son premier rôle important à Broadway dans The Country Girl. La pièce traite du théâtre et des drames en coulisses d'une star déchue qui tente un retour sur scène. Le journal new-yorkais Brooklyn Eagle du 11 novembre 1950 écrit : « Steven Hill projette avec brio une image forte et pénétrante d'un jeune génie du théâtre lors de son interprétation sur scène. » Grâce à ce premier grand rôle, il devient un acteur établi et acquiert à New York une solide réputation qui l'amène, dès le début de la décennie 1950, vers la télévision et le cinéma.
Son dernier rôle important au théâtre est celui du psychanalyste Sigmund Freud dans la pièce A Far Country, en 1961. Pendant les huit mois durant lesquels la pièce est jouée, il interprète la vie du découvreur de l'inconscient qui, âgé de trente-cinq ans, se prépare à quitter la ville de Vienne menacée par le danger nazi. La pièce décrit également la complexité des relations avec sa patiente, jouée par Kim Stanley, qu'il tente de soigner en identifiant la peur et le désir qui ont causé la paralysie de ses jambes. À la suite de son interprétation de Freud, il reçoit des critiques élogieuses le décrivant comme capable de jouer des rôles difficiles à dimension psychologique.

### Débuts à la télévision et au cinéma

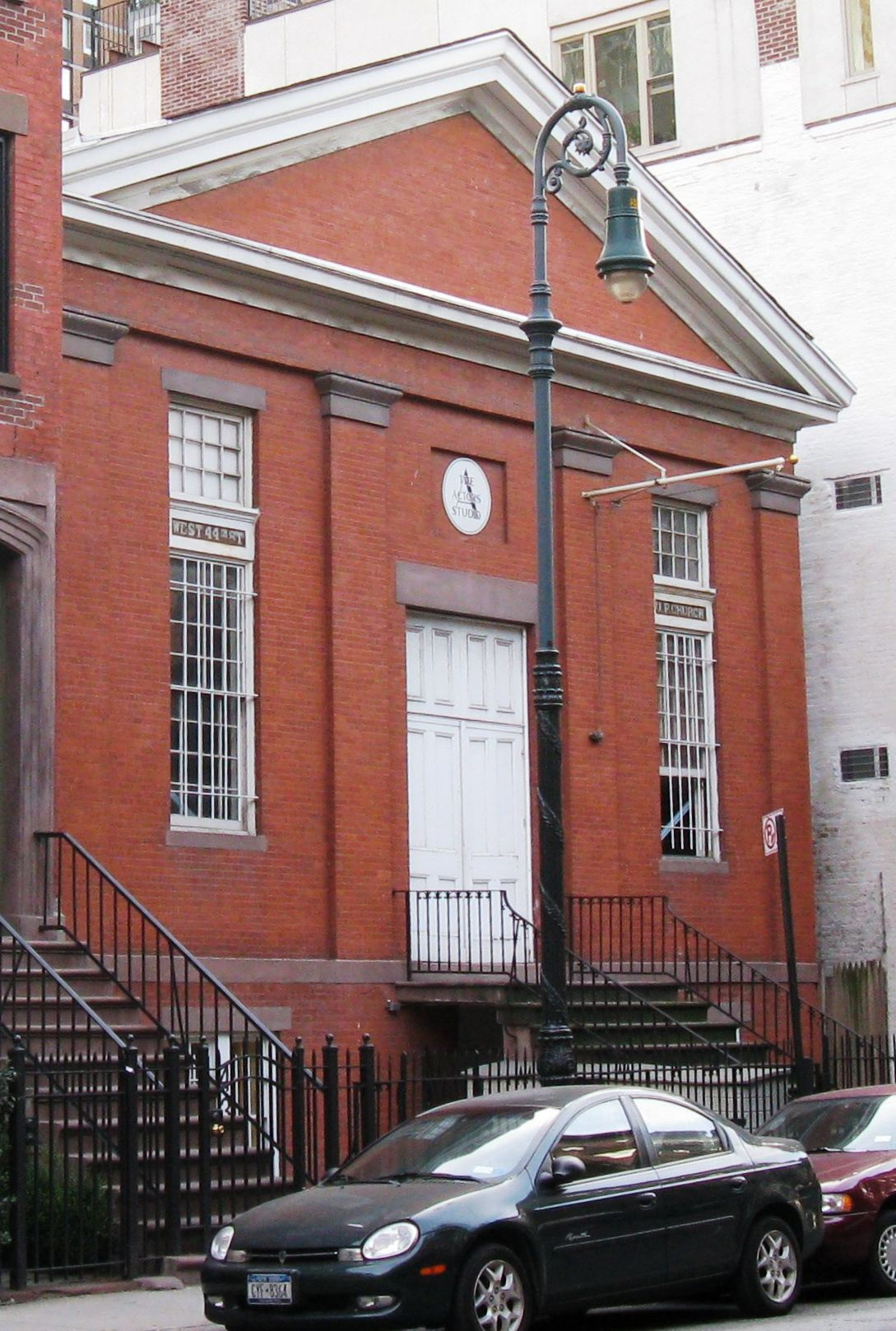
Siège de l'Actors Studio, quartier de Manhattan, New York, États-Unis.

À côté de ses activités au théâtre, il fait ses débuts à la télévision dans plusieurs épisodes de la série consacrée à l'Actors Studio en 1949. Produite par ABC télévision, cette série dramatique propose des pièces en direct. Elles sont écrites par Edgar Allan Poe ou James Thurber et interprétées par des membres de l'Actors Studio, tels Julie Harris, Cloris Leachman et de temps en temps, Marlon Brando et Steven Hill.
Après la série télévisée Actor's Studio, il participe à de nombreux épisodes des différentes productions dramatiques qui sont jouées en direct à la télévision, dans les conditions du théâtre. En 1949, il joue dans Suspense, série dérivée de la série radiophonique à succès diffusée sur les ondes de CBS Radio depuis les années 1940. Il fait partie de la distribution artistique de Danger en 1952, un drame policier psychologique, qui est l'une des premières séries à faire usage de la musique en fond sonore. En 1952, il est présent, entre autres, dans la série Lux Video Theatre, une comédie dramatique diffusée sur NBC télévision.
Hill, se souvenant de cette époque révolue de la télévision, dit : « C'était une période très inhabituelle de travail à la télévision pour les acteurs parce que, tout d'abord, il n'y avait pas d'arrêt une fois que le show avait commencé. Tout était en direct, et c'était stressant. Si vous faisiez une erreur en face de millions de téléspectateurs — en plus des personnes du métier qui vous regardaient — je veux dire, vous ne pouviez pas vous rétracter et refaire la scène. [...] C'était éprouvant nerveusement. »
En 1950, il débute au cinéma, embauché par la Metro-Goldwyn-Mayer pour le second rôle de Jack dans La Dame sans passeport de Joseph H. Lewis, un film noir. Il joue à nouveau un second rôle dans le même genre cinématographique en 1955 dans Storm Fear (Les visiteurs maudits en français). Il décroche son premier rôle majeur en jouant le personnage de John Tower, le fils du personnage joué par Kim Stanley, aux côtés de Lloyd Bridges, dans le film dramatique La Déesse en 1958, un long métrage librement inspiré de la vie de Marilyn Monroe.
Ses premières expériences au cinéma se révèlent artistiquement peu concluantes, il n'est pas satisfait des rôles qu'on lui propose et il repart donc pour New York. En juin 1962, dans les colonnes du quotidien américain The Blade, au sujet de ses premiers pas sur grand écran, il déclare : « Je ne voulais pas commencer ma carrière à l'écran en jouant des rôles anodins. »

### Âge d'or de la télévision
Dans les années 1950 et 1960 il tourne le plus souvent à la télévision qui connaît alors son âge d'or, parfois sous le pseudonyme de Steve Hill. Il joue dans tous les genres, dans un ou plusieurs épisodes. Il apparaît ainsi dans une dizaine de drames tels que Starlight Theatre en 1950, Goodyear Television Playhouse en 1953 et Studio One en 1957, dans des comédies dramatiques telles que Schlitz Playhouse of Stars en 1952 et Playwrights '56 en 1956, et enfin dans des séries policières comme The Mask en 1954 (il interprète un jeune danseur) et Kraft Suspense Theatre, en 1965, dans un rôle d'agent de police.
Il tient un autre rôle important pour sa carrière, en incarnant Horace Mann Borden dans la série diffusée en direct à la télévision, Philco Television Playhouse, sous la direction d'Arthur Penn, dans l'épisode Man of the Mountaintop. Grâce à cette adaptation d'une pièce de Broadway, il remporte le prix du Sylvania Television Award de l'acteur dramatique de l'année le 30 novembre 1954.
Il ajoute à son curriculum vitæ des séries d'aventure comme les Aventures dans les îles pour la Twentieth Century Fox en 1961 et Route 66 en février 1962. Route 66, librement inspirée du roman Sur la route de Jack Kerouac, est une série qui raconte les aventures de deux jeunes hommes sur la mythique Route 66 à travers les États-Unis qui tentent, le temps de l'épisode City of Wheels, d'unir deux personnages, un paraplégique aigri et une infirmière, joués par Steven Hill et Bethel Leslie,.

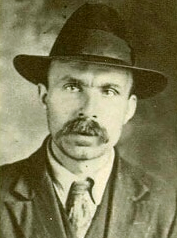
Bartolomeo Vanzetti : Steven Hill interprète le militant anarchiste dans The Sacco-Vanzetti Story en 1961 pour la télévision NBC.

En plus des séries d'aventure, il évolue dans des séries de science-fiction, dans deux épisodes de Lights Out en 1952, puis dans une série musicale The Seven Lively Arts en tenant le rôle de Nick Adams en 1957.
Steven Hill participe aux importantes productions de la télévision de l'époque et il rencontre le succès dans le show business. Les metteurs en scène l'appellent généralement pour sa polyvalence dans les rôles les plus difficiles à jouer, pour des personnages présentant une forte complexité et profondeur de caractère, comme dans Playhouse 90 en 1959, d'après une histoire de l'écrivain Ernest Hemingway, sous la direction de John Frankenheimer, et dans Goodyear Theater à la fin de la décennie 1950.
Le « maître du suspense » Alfred Hitchcock, producteur exécutif dans Alfred Hitchcock présente en 1957, recrute l'acteur qui enfile le costume de Joe Kedzie. Le personnage de Kedzie est un prisonnier tout juste libéré, détenteur d'un gros butin caché au fond d'un puits de mine dans le désert ; il fait l'objet de toutes les convoitises de ses proches qui vont tenter de l'éliminer. L'acteur apparaît aussi dans les séries appréciées du grand public, ainsi dans Les Incorruptibles en 1960 avec Robert Stack, lequel endosse le costume d'Eliot Ness qui combat un gangster flamboyant et trafiquant de drogues du nom de Jack « Legs » Diamond, interprété par Hill et, en 1964, dans Le Plus Grand Chapiteau du monde où Jack Palance a les traits d'un directeur de cirque et où Hill tient le rôle de Frankie Santene le temps d'un épisode.
En juin 1960 pour l'émission spéciale du Sunday Showcase sur la NBC, Steven Hill et Martin Balsam interprètent respectivement les deux figures historiques américaines de Bartolomeo Vanzetti et de Nicola Sacco dans The Sacco-Vanzetti Story du metteur en scène Sidney Lumet. The Sacco-Vanzetti Story, qui vaut une nomination aux Emmy Awards 1961 à son metteur en scène, est un téléfilm historique en deux parties sur le parcours et le procès retentissants des deux militants anarchistes Sacco et Vanzetti, reconnus coupables d'un meurtre qu'ils n'ont pas commis et condamnés à mort dans l'état du Massachusetts aux États-Unis en 1927.
En octobre 1963, il tourne dans une série de guerre, Espionage, une coproduction anglo-américaine d'ATV.

### Hollywood et réputation artistique

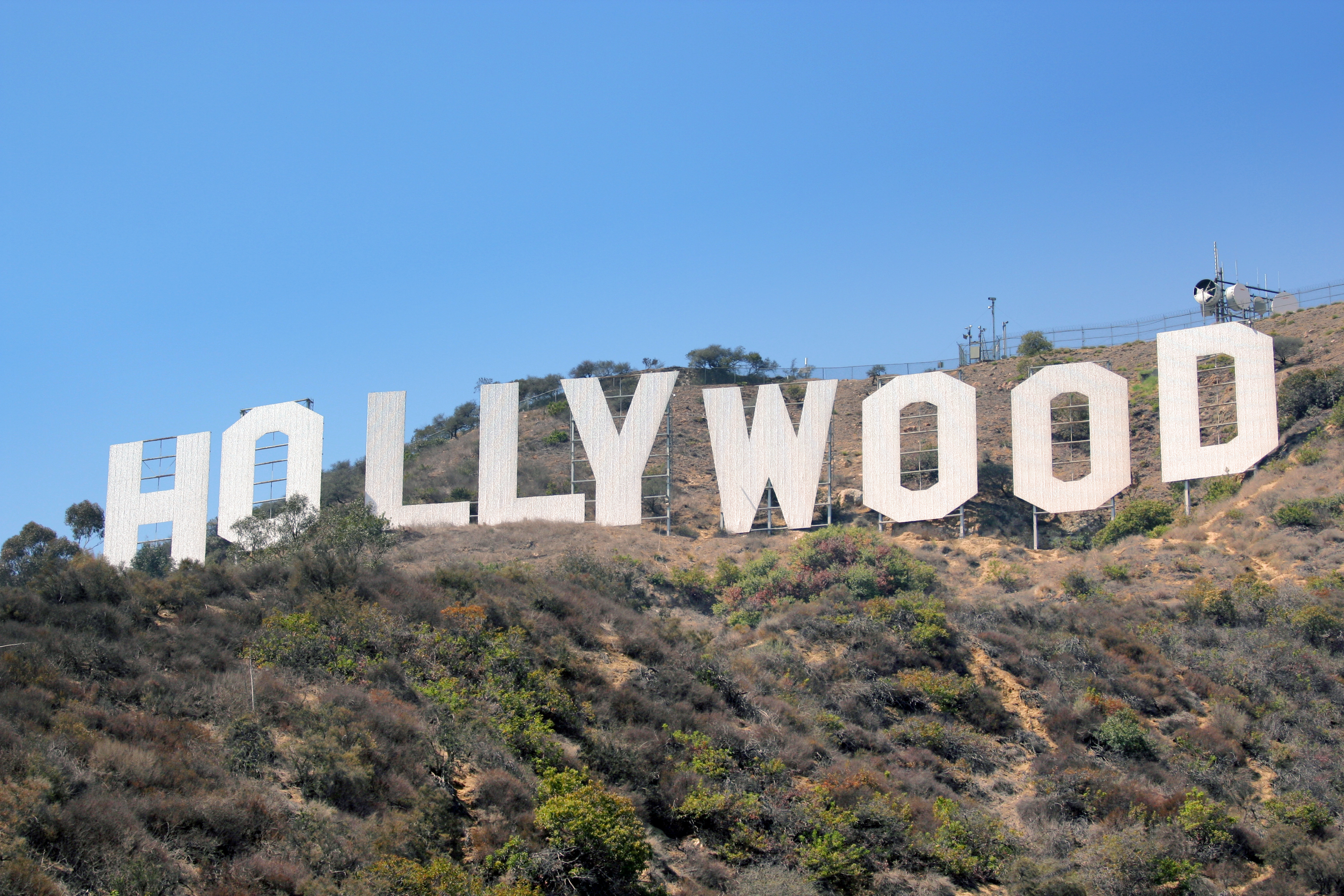
Colline d'Hollywood à Los Angeles (Californie).

Le président des studios Columbia, Harry Cohn demande au nouveau lauréat des Sylvania Awards de 1954 de rejoindre la distribution d'un film biblique nommé Joseph et ses Frères, en anglais Joseph And His Brethren, qui ne se réalise finalement pas. Néanmoins, pour Steven Hill, ce deuxième retour à Hollywood est positif : « Le film ne deviendra jamais réalité, mais mon expérience au studio a été si incroyable que j'ai écrit une pièce de théâtre sur le sujet. »
Sa pièce passe à travers quatre réécritures successives par différents auteurs sous les titres The Test, Get That Dough, The Great Unknown et Hang On, Ted Georgetown. Il n'y aura cependant pas de suite. En 1959, il joue dans une production à petit budget, dans le drame psychologique Kiss Her Goodbye d'Albert Lipton, d'après une histoire de Wade Miller. Hill endosse le rôle d'un mécanicien devenu meurtrier malgré lui en essayant de protéger, avec l'aide d'Elaine Stritch, sa petite sœur de dix-neuf ans, jouée par Sharon Farrell, à la fois déficiente mentale et femme fatale en proie aux désirs d'hommes indélicats.
À la fin des années 1950, l'acteur se fait aussi connaître pour son tempérament de jeune rebelle sur les plateaux de tournage ou de théâtre, affrontant avec véhémence les metteurs en scène et les producteurs. Il est congédié de rôles vedettes dans quatre pièces de Broadway et, en raison de ses pratiques religieuses, passe à côté de plusieurs rôles principaux au cinéma tels que dans La Canonnière du Yang-Tse en 1966 de Robert Wise avec Steve McQueen et Richard Attenborough en tête d'affiche. Il refuse plusieurs rôles dans des séries dont notamment celui du pianiste de jazz reconverti en détective privé dans Johnny Staccato, dans le rôle principal de Staccato, tenu finalement par l'acteur John Cassavetes en 1959. Steven Hill, en quête d'épanouissement artistique, déclare à la presse en avril 1960 au sujet de ses refus de séries télévisées :
« La principale raison est que je ne serais pas heureux. Et un acteur ne peut pas faire un bon travail quand il est malheureux. Dans ma carrière quand j'ai pris part [à des projets] et que je n'étais pas complètement emballé, j'ai fait un mauvais travail. »
Les relations de Hill avec les studios, notamment avec les producteurs sont difficiles, voire parfois ingérables au sujet de la mise en scène. Il s'explique ainsi : « Le problème était que je croyais tout savoir sur le métier d'acteur. Il s'est passé un long moment avant que je commence à réaliser qu'il y avait des gens aussi intelligents que moi. »
Le perfectionnisme de l'acteur formé à l'Actors Studio lui attire des problèmes auprès de certains producteurs dont l'un dit que : « Il a grillé sa chance à Hollywood. » Sa carrière en pâtit, ce qui l'amène à faire de la vente de matériel et à pointer au chômage afin de soutenir financièrement sa famille, notamment ses quatre enfants. À ce sujet, il dit : « Je suis passé par une période de trois ans de chômage chronique », et poursuit : « Comme il n'y avait pas d'emplois en intérim pour moi, je me suis mis à l'écriture. J'ai écrit une pièce intitulée The Cool Cats, mais elle n'a eu sa chance que beaucoup plus tard. En attendant, j'ai eu des petits boulots et j'ai fait de temps en temps une émission de télévision. »
Cependant, parmi les acteurs d'Hollywood, la réputation de Hill est excellente, Robert Duvall et Clint Eastwood tiennent en estime le travail de l'acteur. Clint Eastwood évoque son travail d'acteur dans la série télévisée Rawhide : « Steven était sérieux et méticuleux dans son art, il m'a fait une grande impression », et il ajoute : « Il était différent de nous, c'était un véritable artiste. Pourtant, il a pris du temps pour un jeune acteur comme moi qui voulait s'améliorer. »
L'acteur Farley Granger parle de son ancien collègue avec qui il a fait une adaptation au théâtre des écrits de Dostoïevski : « Ceux d'entre nous qui ont eu la chance de le voir sur scène retiendront de lui qu'il est un acteur d'une immense profondeur, disposant d'une large palette. » Pour Lee Strasberg, de l'Actors Studio, dans un entretien au New York Times : « Steven Hill est considéré comme l'un des meilleurs acteurs que l'Amérique ait jamais produit. »
L'acteur et metteur en scène John Cassavetes déclare en octobre 1962 : « Il est l'un des meilleurs acteurs des années à venir », et ajoute, au sujet de la défiance des studios envers Steven Hill : « J'ai attendu six ans pour obtenir l'autorisation d'engager Steve. »

### De Cassavetes et Pollack à Rawhide

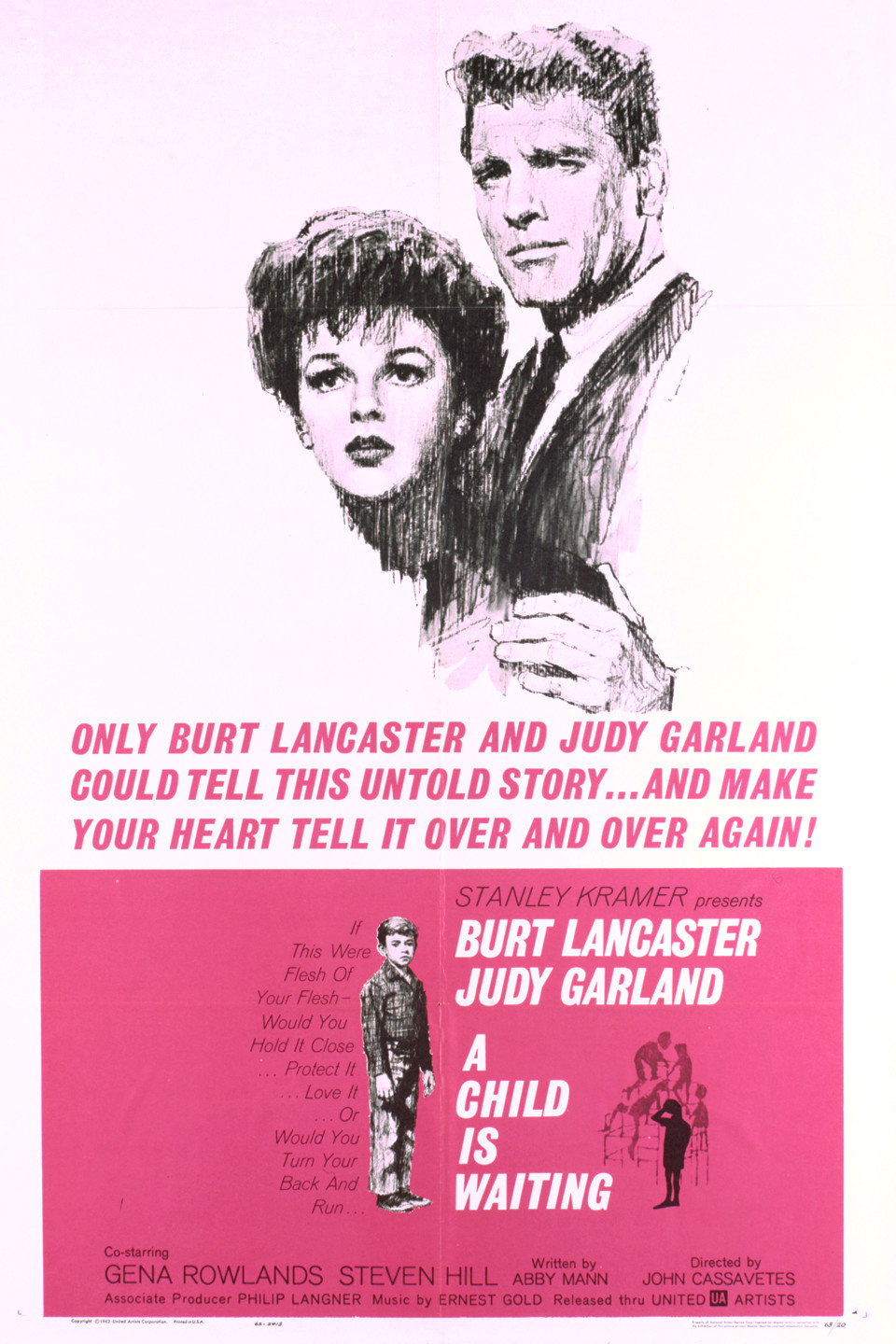
Affiche du film Un enfant attend de John Cassavetes avec Burt Lancaster, Judy Garland, Gena Rowlands et Steven Hill.

Cassavetes emploie Steven Hill durant l'automne 1962 dans son troisième film appelé Un enfant attend, avec Burt Lancaster et Judy Garland dans les premiers rôles. Ce long métrage est un drame social qui raconte l'histoire d'un jeune déficient mental. Les parents bouleversés sont joués par Steven Hill et Gena Rowlands. Le sujet controversé des enfants « retardés » intéresse l'acteur. Il défend le long métrage ainsi : « Les films osent affronter les réalités. Le public est fatigué des plats en bouillie de la télévision. Ils se rebellent contre une alimentation aussi pauvre en allant voir des films qui leur donnent une nourriture mentale et émotionnelle. »
En 1965, Trente minutes de sursis est la première réalisation de Sydney Pollack, un thriller tourné à Seattle, la ville natale de Steven Hill. Celui-ci est aux côtés de Sidney Poitier, d'Anne Bancroft et de Telly Savalas, dans ce film porté par une musique de Quincy Jones. Inspiré d'une histoire vraie, Trente minutes de sursis est une course contre le temps. L'intrigue met en scène Alan Newell, le personnage interprété par Sidney Poitier, un étudiant bénévole dans un centre téléphonique d'urgence, qui reçoit un appel d'une femme déprimée, suicidaire et ayant pris une dose mortelle de somnifères, jouée par Anne Bancroft. Alan tente, par des efforts désespérés, de retrouver son psychiatre, Telly Savalas, et son mari méprisant, joué par Steven Hill. À la sortie du film, Hill reçoit les compliments du New York Times qui écrit : « Le jeu de Steven Hill en capitaine du bateau de pêche dont l'agréable existence domestique a explosé, donne à voir un homme émotionnellement déchiré, dans des tons confus, amers et maussades. »
Peu employé et pratiquement banni du cinéma et du théâtre durant les années 1960, il est essentiellement présent à la télévision dans des rôles de guest star, parmi les séries populaires de l'époque telles que Le Jeune Docteur Kildare en 1962 avec Richard Chamberlain et Raymond Massey. Il participe aussi en 1963 aux deux séries Ben Casey et Bob Hope Presents the Chrysler Theatre (en), du jeune metteur en scène Sydney Pollack, ainsi qu'à l'épisode Barefoot on a Bed of Coals de la série policière Naked City au printemps 1963. Le jeune acteur débutant Dustin Hoffman, dans le rôle d'un braqueur, donne la réplique au faux policier joué par Steven Hill.
Il revient dans la célèbre production télévisée d'Hitchcock nommée Suspicion, une suite d'Alfred Hitchcock présente, au milieu des années 1960. Il tient, en 1964, le rôle hitchcockien d'un escroc financier nommé Charlie Osgood qui tente de maquiller sa propre mort avec l'aide du personnage de Joanna Moore ; son collègue et partenaire en affaires est joué par Richard Anderson. L'année suivante, il incarne un autre personnage hitchcockien en la personne de monsieur Manners, un suicidaire sauvé par les pompiers, qui se retrouve au Thanatos Palace Hotel, un lieu de préparation à la mort. Il rencontre le personnage joué par Angie Dickinson qui retrouve une raison de vivre à son contact. Au début de 1966, il participe à une autre série mondialement connue, Le fugitif, dans le rôle d'un politicien sauvé  par David Janssen qui joue le rôle du fugitif, le docteur Richard Kimble.
La situation de l'acteur évolue sensiblement durant la production de la série western Rawhide dans laquelle il incarne le personnage de Marty Brown, au côté de Clint Eastwood dans le rôle principal, dans l'épisode The Gray Rock Hotel, diffusé au printemps 1965. Il croise pendant le tournage Bruce Geller, le coproducteur délégué, qui apprécie le jeu introspectif de l'acteur et lui offre la possibilité de rejoindre une future série en cours d'élaboration. À partir de 1966, Steven Hill tient le premier rôle, celui de l'agent secret Daniel Briggs, dans la série phénomène de la fin des années 1960, Mission impossible.

### Mission impossible

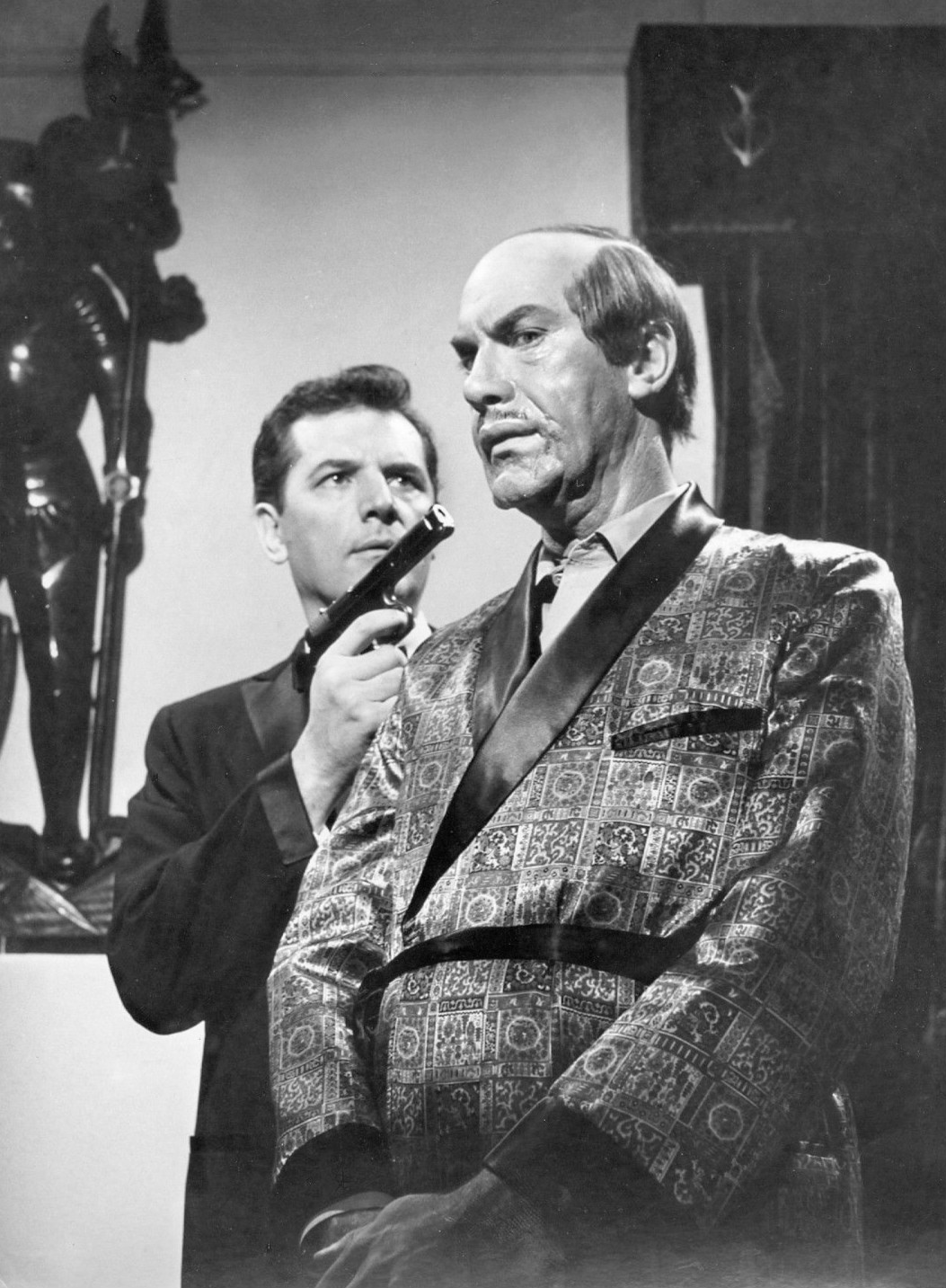
L'I.M.F en action : (de gauche à droite) Steven Hill et Martin Landau dans le premier épisode de Mission impossible (1966).

En 1966, Bruce Geller, le producteur exécutif, commence la production d'un pilote nommé Briggs Squad, renommé par la suite FMI durant le processus de développement. Finalement, la série adopte son nom définitif anglais de Mission: Impossible(en version française Mission impossible). Elle est tournée dans les studios Desilu et diffusée à partir de septembre 1966 sur le réseau de CBS télévision.
Steven Hill a le rôle principal de l'agent secret Daniel Briggs, le chef de l'I.M.F. (Impossible Missions Force) dont le but est de recruter une équipe d'agents secrets capable d'intervenir discrètement dans des dictatures et de déjouer les plans des pouvoirs en place. La distribution comprend les acteurs Barbara Bain, Martin Landau, Greg Morris et Peter Lupus qui composent l'équipe de l'Impossible Missions Force.
Dans les coulisses de la production de Mission impossible, les cadres de Desilu Production et de CBS télévision sont, au départ, en désaccord au sujet du choix de Steven Hill dans le rôle principal, en raison de sa réputation d'acteur difficile à gérer. Bruce Geller sûr de son choix, veut uniquement Hill pour le rôle du cerveau de l'équipe de l'IMF. Il réussit à convaincre les responsables de Desilu Studios, qui sont des acteurs et des producteurs, de la crédibilité de l'acteur. Lucille Ball, star de la chaîne CBS avec I Love Lucy et The Lucy Show, ainsi que Desi Arnaz et Herb Solow, le producteur exécutif de Desilu, soutiennent aussi le choix de Hill : « Nous voulions obtenir le genre de gars auquel vous ne pensiez pas pour ce genre de rôle. » Geller se retrouve aussi en butte à l'hostilité des cadres de CBS télévision qui estiment, entre autres, que l'acteur n'est pas une idole de la télévision, ni une star assez vendeuse pour tenir le premier rôle d'une importante série.
Le conflit est sous-jacent entre l'acteur et la production au cours des premières semaines de tournage de la première saison. L'opposition débute à propos du calendrier de tournage. À de nombreuses reprises, les producteurs dépassent le planning, notamment le week-end. Chaque fin de semaine, la production travaille et retravaille les scènes techniques qui sont les plus onéreuses, certains épisodes coûtant ainsi des milliers de dollars en heures supplémentaires,. Ces heures supplémentaires obligent les acteurs à être présents le vendredi soir ou le samedi, jour de chabbat, voire durant tout le week-end.
De confession juive orthodoxe et impliqué dans la pratique religieuse depuis son interprétation de Freud au théâtre en 1961, Steven Hill ne peut suivre les exigences des producteurs quant au prolongement des tournages le week-end. Conformément à son contrat, il doit pouvoir rentrer chez lui tous les vendredis soir pour se reposer et pratiquer son culte, quelles que soient les conditions de tournage.

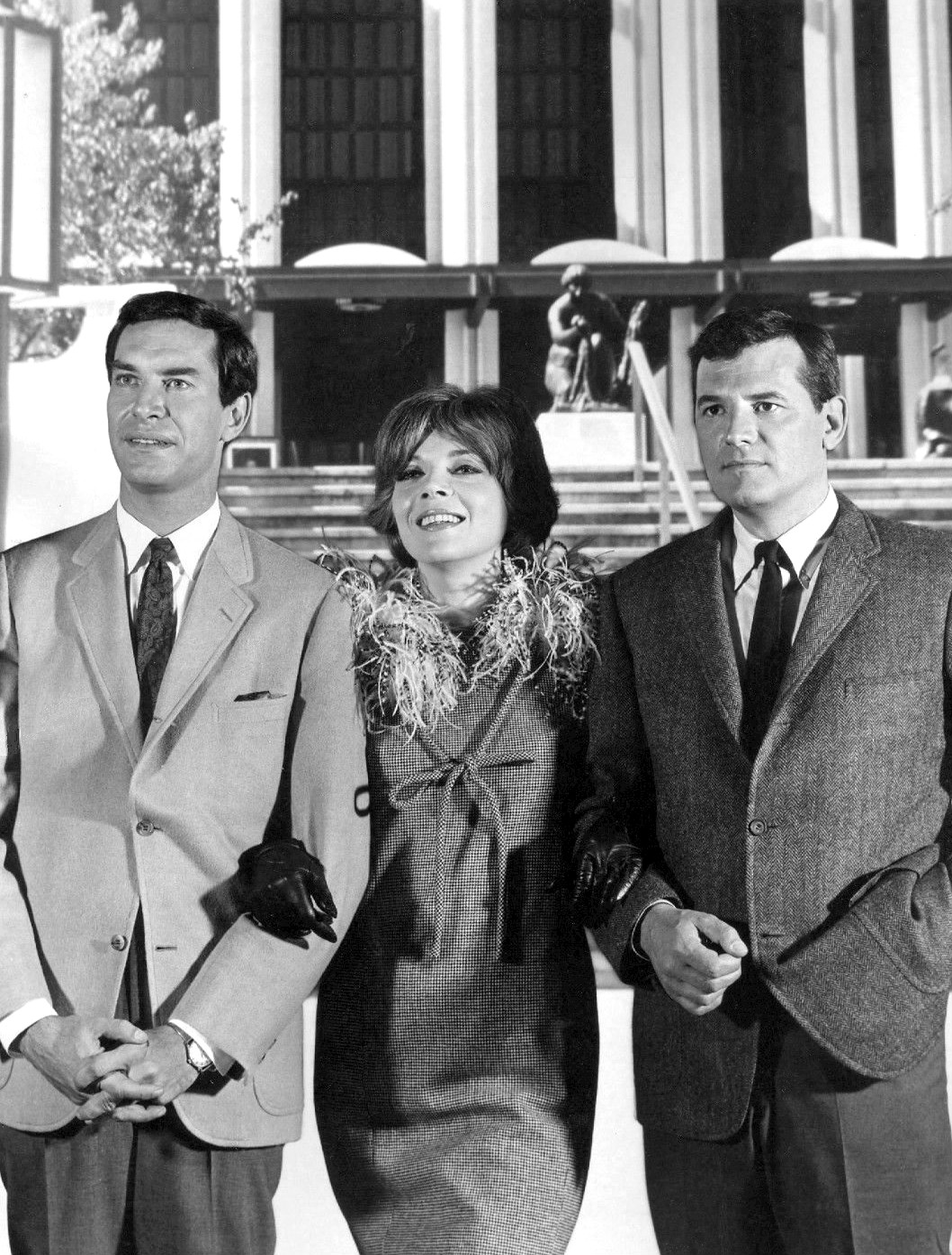
Une partie de l'équipe de l'I.M.F : (de gauche à droite) Martin Landau, Barbara Bain et Steven Hill dans Mission impossible (1967).

En refusant toute forme de souplesse, l'acteur irrite la production qui commence à lui en vouloir. De ces différends irréconciliables naissent des rapports conflictuels. C'est lors de l'épisode no 23, intitulé « Silence, on tourne », que les producteurs suspendent Steven Hill. Ce dernier refuse, au cours d'une scène d'action, de monter des chevrons dans un escalier sonore, refus qui n'a rien à voir avec le chabbat. Cette décision de le suspendre a pour conséquence qu'il n'apparaît pas dans cet épisode. Par la suite, son personnage n’est que très peu présent dans les trois derniers épisodes de la première saison puis il est définitivement évincé de la série.
Le sort de l'acteur se joue dans les bureaux de CBS, entre les cadres de la chaîne qui veulent la révocation de Hill et Lucille Ball, productrice en chef de Desilu. Lucille Ball soutient l'acteur et pose un ultimatum à CBS, menaçant de retirer le programme phare de la chaîne, le Lucy Show, si elle n'est pas suivie dans ses recommandations de garder Hill dans la série. À la suite des interventions de Ball, Perry Lafferty, le vice-président de CBS, organise une rencontre, sans la présence de Lucille Ball, entre les cadres des deux entreprises, Desilu Studio et CBS. Dès le premier épisode de la deuxième saison, Peter Graves obtient le rôle principal de Jim Phelps, le nouveau chef de l'I.M.F, et remplace définitivement Steven Hill.
Vingt ans après, en 1986, Steven Hill soutient dans le New York Times : « Je ne pense pas qu'un acteur doit jouer chaque jour. Je ne pense pas que cela est bon pour le soi-disant processus créatif. Vous devez avoir des périodes pendant lesquelles vous laissez la terre en jachère pour la laisser se revitaliser. »

### Traversée du désert et retour artistique
Après son éviction de la série au printemps 1967, l'acteur quitte Hollywood et connaît une longue traversée du désert de près de dix ans. Il déclare : « Je suis parti parce que, même après ce genre d'expérience merveilleuse, je sentais que je voulais utiliser mes capacités à d'autres choses, et aussi pour étendre mes ailes. »

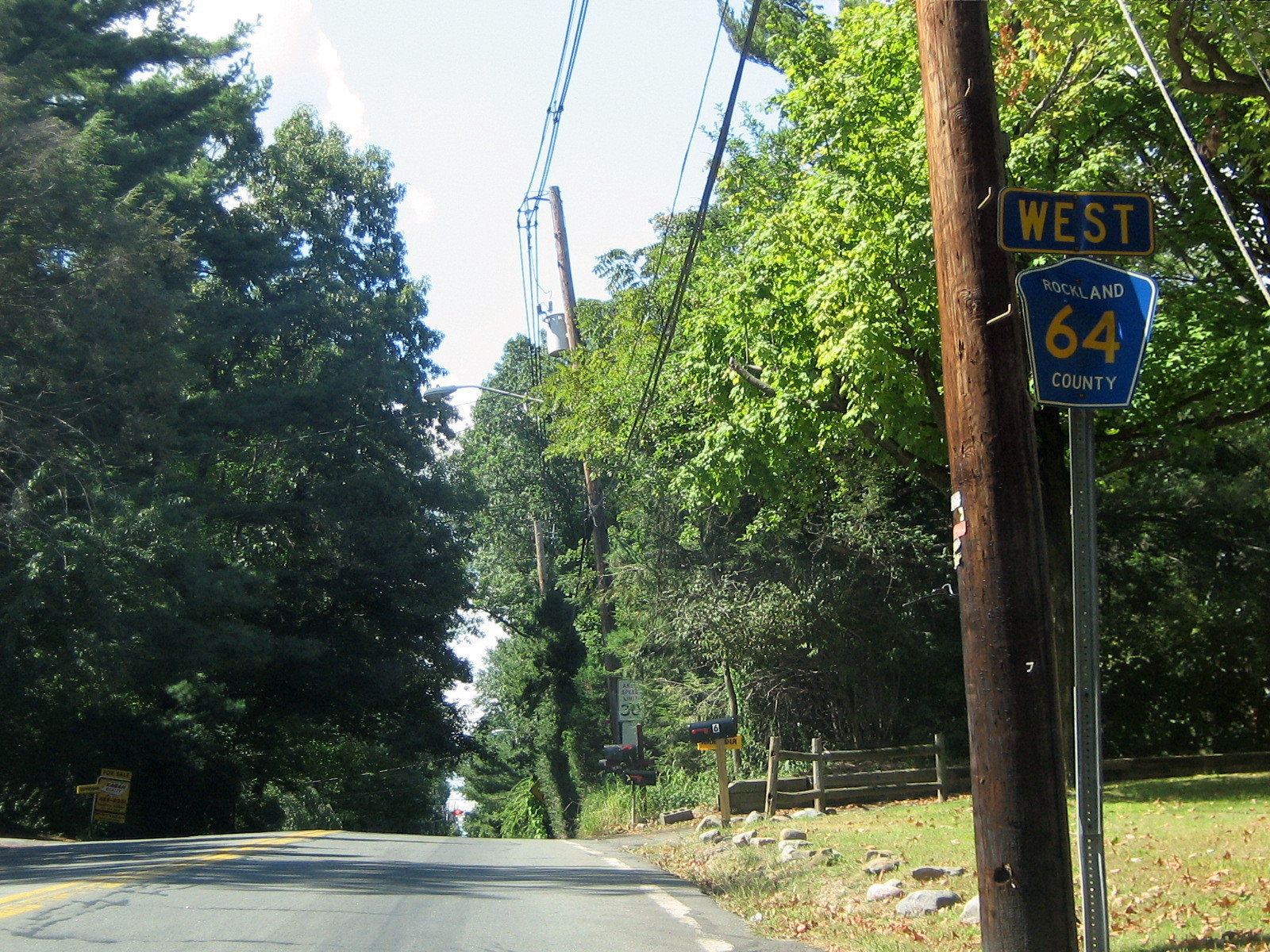
Monsey, Maple Avenue, comté de Rockland, état de New York, États-Unis.

Il se retire avec sa famille pendant près de six ans dans la communauté juive de Monsey, dans le comté de Rockland, à une cinquantaine de kilomètres de New York. Dans les années 1990, Steven Hill se souvient de ces années difficiles : « Une énorme période de chômage… »
Afin de subvenir aux besoins de sa famille composée de neuf enfants, il s'investit professionnellement durant quelque temps en tant que vendeur, dans l'immobilier, ou pour le fabricant d'équipements pour le cinéma Bell & Howell. Il exerce dans le commerce de désodorisants pour les douches d'entreprises et d'écoles paroissiales.
Ce sont des métiers de contacts humains, ce qui permet à Hill de dire : « J'ai donc eu ce genre d'expériences, ce qui a probablement développé, à mon insu, le coffre au trésor d'expériences de vie qu'un jour je pourrais probablement utiliser si je revenais au métier d'acteur. »
En 1970, il ajoute à ses activités la narration d'un film documentaire historique, Miracle of Survival, ainsi que quelques publicités télévisées en 1972, dont une pour un remède contre les maux de tête.
Le goût du jeu d'acteur le reprend au milieu des années 1970 ; il retrouve le chemin des plateaux de télévision pour la première fois en 1976 dans la série dramatique de CBS télévision, nommée The Andros Targets, qui décrit le monde du journalisme aux prises avec la corruption dans la ville de New York, avec James Sutorius dans le rôle principal du journaliste d'investigation Mike Andros. Réalisé par Don Weiss et diffusé le 7 février 1977, l'épisode In The Event of my Death met en scène la découverte de Mike Andros quant à la responsabilité du chroniqueur politique Ed Conway, interprété par Steven Hill, assailli par la foule de New York, lorsqu'un journaliste corrompu du New York Forum meurt dans l'explosion d'une voiture qui visait un autre journaliste. L'année suivante, en 1978, il joue le rôle de l'une des personnalités historiques du mouvement des droits civiques, celui de Stanley Levison, dans la mini-série appelée King basée sur la vie de Martin Luther King. Levison est le conseiller et le proche ami du révérend King ; il l'aide à écrire ses discours et à organiser ses manifestations publiques.
Jusqu'à son dernier projet artistique dans New York, police judiciaire, il ne participe plus qu'à quelques séries télévisées. On le voit notamment dans quatre épisodes de On ne vit qu'une fois en 1984, puis il assure une unique contribution à un épisode de Génération Pub en 1988, de Columbo en 1989 et d'Equal Justice en 1990 ; l'épisode Goodbye, Judge Green est centré sur le juge Green, incarné par Hill.

### Cinéma dans les années 1980
Approché pour le rôle du psychiatre Sam Loomis dans La Nuit des masques de John Carpenter en 1978,, il opère finalement son retour sur grand écran deux ans plus tard, dans la comédie romantique C'est ma chance, dans un second rôle. Parmi les personnages, Jill Clayburgh joue le rôle de sa fille, Beverly Garland joue le rôle de la mère de Michael Douglas et de sa compagne, dans un film centré sur les relations humaines et amoureuses.
L'acteur retrouve de nouveau régulièrement les plateaux de tournage, avec une succession de rôles à dimension comique de 1981 à 1986, dans L'Œil du témoin, Le Contrat, Brighton Beach Memoirs ; il assure aussi une petite participation dans Ras les profs ! Dans L'Œil du témoin, en 1981, avec Sigourney Weaver et William Hurt dans les rôles principaux, Steven Hill et Morgan Freeman forment un duo de détectives impitoyables, nommés Jacobs et Black, à la fois drôles et incompétents,.
En 1986, dans le film d'action Le Contrat de John Irvin, l'acteur américain propose un personnage comique d'un gangster de la mafia de Chicago, avec Arnold Schwarzenegger, Paul Shenar, Sam Wanamaker et Robert Davi dans la distribution principale. Dans Brighton Beach Memoirs en 1986, réalisé par Gene Saks d'après une pièce de Neil Simon, l'acteur tient le rôle de monsieur Stroheim, un fabricant de chapeau ayant des idées fortes sur l'éthique professionnelle.

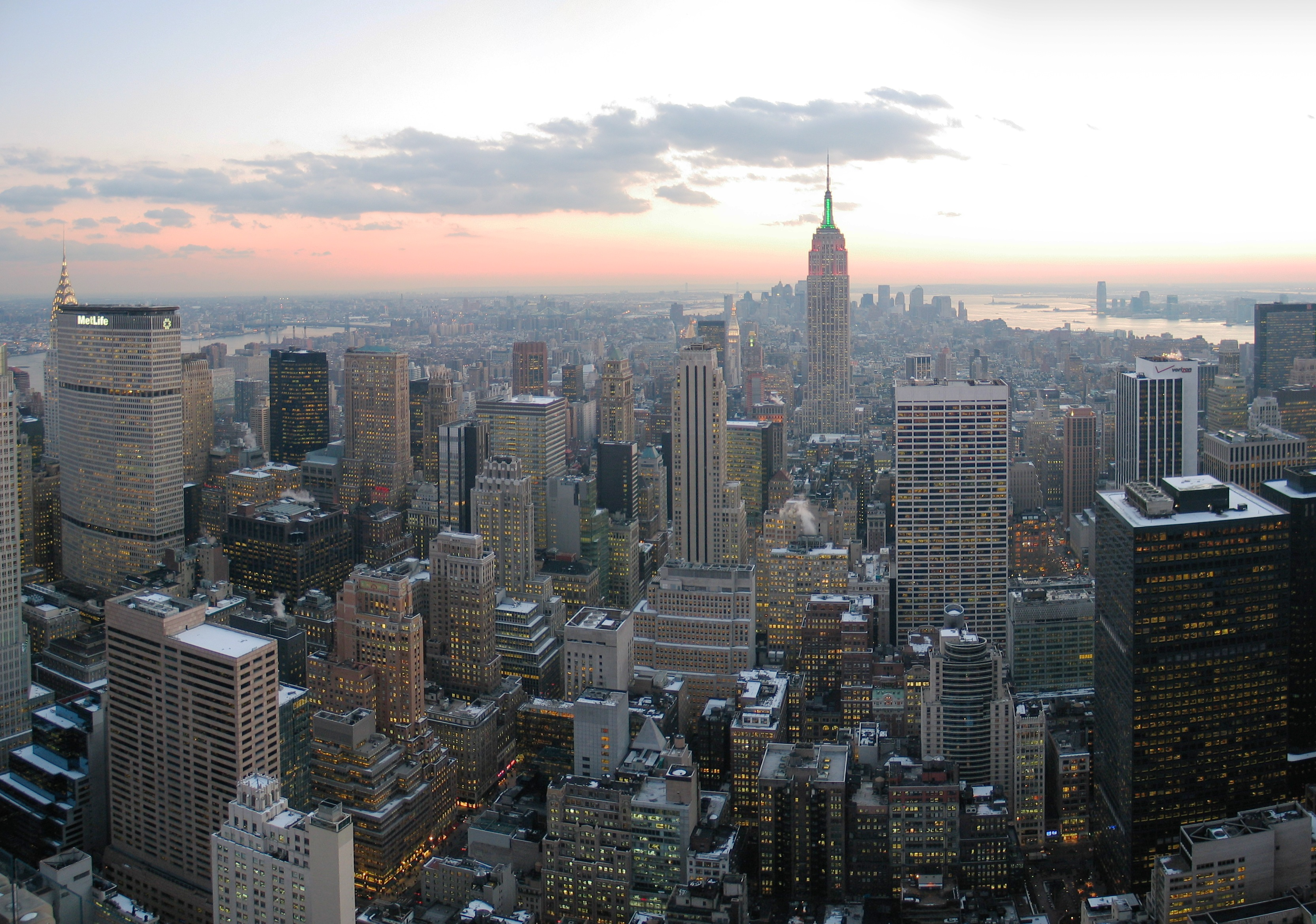
La ville de New York, États-Unis, théâtre des films L'Affaire Chelsea Deardon, La Brûlure, À la recherche de Garbo, État de choc, Billy Bathgate.

La profession invite l'acteur expérimenté dans de grandes productions cinématographiques, sa filmographie se nourrit, rien que pour l'année 1986, de cinq longs métrages et d'un téléfilm. Dans l'ensemble de ses films, Hill interprète différents types de personnages, d'un point de vue social et psychologique, le plus souvent au travers de figures parentales.
Après une participation au dernier film de George Cukor, il est présent en 1983 dans le rôle d'un rabbin dans Yentl avec et de Barbra Streisand. En 1986 dans L'Affaire Chelsea Deardon, le réalisateur Ivan Reitman l'engage dans le rôle du procureur général new-yorkais Bower, le supérieur hiérarchique de Tom Logan, joué par Robert Redford. Dans À la recherche de Garbo en 1984, l'histoire met en scène le personnage joué par Anne Bancroft, touché par une tumeur au cerveau, dont la dernière requête et de rencontrer son actrice préférée, Greta Garbo. À l'occasion de ce film, Steven Hill propose un monologue émouvant auprès du personnage incarné par Anne Bancroft, qui joue sa compagne et qui était déjà sa partenaire dans Trente minutes de sursis en 1965. Il retrouve aussi Sidney Lumet à la réalisation, vingt-quatre ans après The Sacco-Vanzetti Story.
Dans La Brûlure, adapté d'une nouvelle de Nora Ephron, Steven Hill joue le beau-père de Meryl Streep dans une histoire centrée sur la relation amoureuse et l'infidélité de Mark vis-à-vis de Rachel, rôles joués par Jack Nicholson et Meryl Streep. En 1988, dans À bout de course, il incarne Donald Patterson, un père invisible et rancunier envers sa famille distante, qui comprend entre autres sa fille Christine Lahti et son petit-fils River Phoenix ; cette famille est recherchée par le FBI depuis une quinzaine d'années, à la suite d'un attentat dans un laboratoire de recherche d'une université américaine.
La même année qu'À bout de course, il se produit dans le film dramatique État de choc dans lequel il incarne Max Sherman, un cadre d'une entreprise spécialisée dans la vente de services d'optimisation fiscale. L'histoire traite également de l'ascension de Lenny Brown, joué par James Woods, arnaqueur à la petite semaine et as de la vente, aux prises avec les dérives de l'argent et de la drogue dans le monde de la finance. En 1986, On Valentine's Day permet à Steven Hill d'incarner le personnage de George Tyler au début du vingtième siècle, un cousin mélancolique qui pleure la perte d'un amour de trente ans, un long métrage basé sur une nouvelle semi-autobiographique d'Horton Foote.
Enfin, dans Billy Bathgate en 1991, inspiré du roman d'E. L. Doctorow, il prête ses traits à ceux d'un authentique gangster, un expert-comptable du milieu du nom d'Otto Biederman, pour son dernier rôle important dans une production hollywoodienne. Dans le long métrage le personnage, nommé Otto Berman, se sent une certaine responsabilité paternelle envers Billy Bathgate, joué par Loren Dean, lequel découvre la mafia, au côté de Dutch Schultz, le chef de la mafia new-yorkaise, personnifié par Dustin Hoffman.

### Reconnaissances etNew York, police judiciaire
Les producteurs et les réalisateurs sollicitent l'acteur tout au long des années 1980. La critique salue son professionnalisme et la qualité de son jeu dans L'Affaire Chelsea Deardon, La Brûlure,, On Valentine's Day, À la recherche de Garbo, À bout de course ainsi que dans État de choc et Billy Bathgate. Le Boca Raton News commente ainsi son interprétation dans le film de Mike Nichols, La Brûlure en 1986 : « L'estimable Steven Hill offre un agréable égocentrique basé à Broadway, père de l'héroïne, qui de façon outrancière comprend le désir de s'égarer. »
Concernant le film d'Harold Becker, État de choc en 1988, Bob Thomas de l'Associated Press écrit à propos de son jeu : « Steven Hill réussit à ajouter de la substance à chaque film dans lequel il apparaît. »
Fred Lutz, critique de cinéma pour le quotidien américain The Blade, évoque son interprétation dans le drame familial On Valentine's Day : « Le travail d'ensemble de tous ces acteurs est impressionnant, mais Hill, avec ses regards vides lointains, mérite une mention spéciale. Son portrait sensible d'un imprudemment bien attentionné cousin suicidaire est si brillamment convaincant qu'il devrait être félicité par une nomination aux Oscars dans la catégorie du meilleur acteur. » 
Dolores Barclay, conseillère artistique à l'Associated Press, commente son jeu d'acteur dans Billy Bathgate : « C'est Steven Hill qui vole le film en tant que Berman, le magicien des nombres. Il livre une interprétation solide et convaincante digne d'une nomination aux Oscars. »

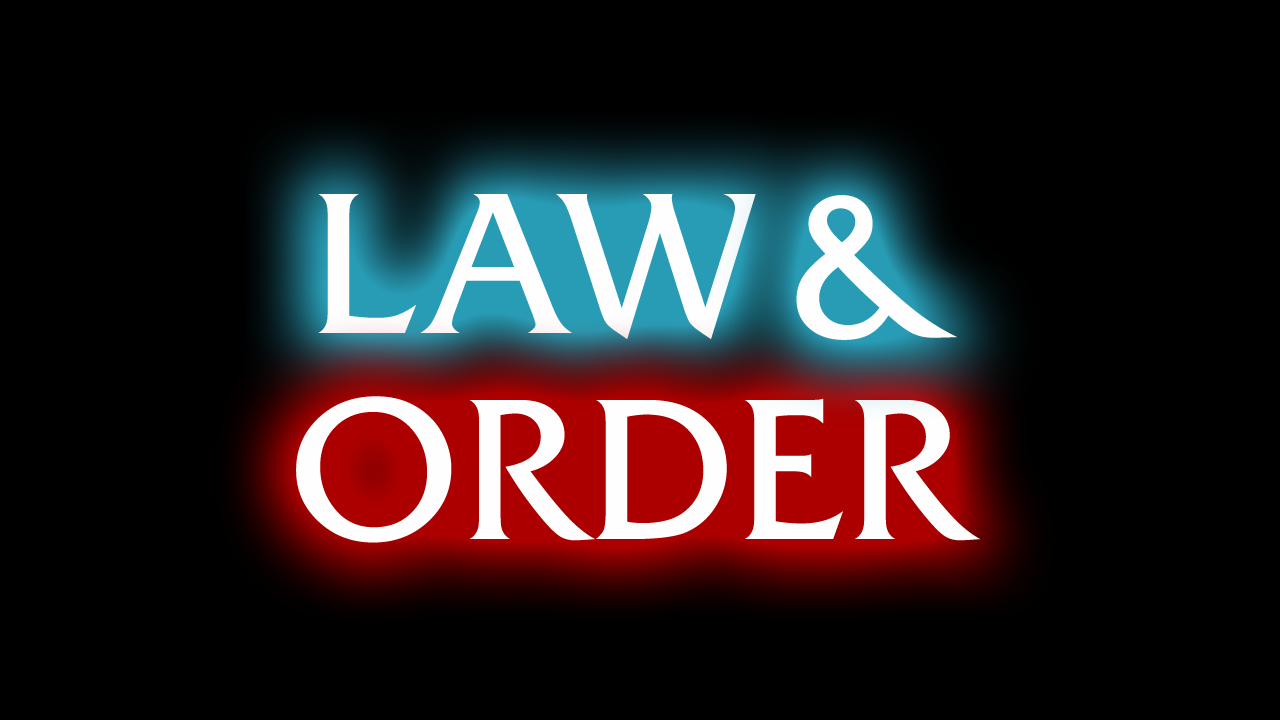
Titre du générique en anglais de la série télévisée New York, police judiciaire, dernier projet artistique de Steven Hill.

Alors qu'il tourne Billy Bathgate en 1990, l'occasion de participer à nouveau à la distribution d'une série se présente avec New York, police judiciaire (en anglais Law and Order).
Pour l'acteur américain c'est un déclic : « Le concept de ce titre m'a frappé. »
Avant sa dernière participation au cinéma en 1993 dans La Firme, qui lui donne l'occasion de revêtir les habits du directeur du FBI, il fait partie de la distribution principale de New York, police judiciaire, créée par Dick Wolf, à partir de 1990 jusqu'à sa retraite du métier d'acteur en 2000, durant dix saisons.
La série est diffusée sur NBC télévision. Hill interprète le rôle du procureur général Adam Schiff, un sage et un mentor pour ses collègues, un personnage d'une intégrité absolue. Il campe ainsi un procureur général qui prend des décisions pragmatiques et équilibrées dans les affaires les plus difficiles, tout en ayant une parfaite connaissance des rouages du système judiciaire américain. Il travaille avec ses collaborateurs, interprétés entre autres par Sam Waterston et Jill Hennessy, respectivement premier substitut du procureur Jack McCoy et substitut du procureur Claire Kincaid.
Steven Hill dit, au sujet de son personnage de procureur général dans la série : « Schiff est le rôle le plus difficile que j'ai eu, en raison de tout le jargon juridique […] C'est comme travailler dans une langue étrangère. » 
L'essayiste et romancier Martin Winckler le décrit ainsi dans le magazine français Génération Séries : « Ses apparitions sont souvent brèves seulement deux ou trois scènes d'une ou deux minutes, il n'en est pas moins très présent, par ses réflexions et son attitude didactique mais dénuée de complaisance. »
Durant la seconde partie de vie professionnelle, Steven Hill a été à la recherche de rôles ayant un but social. Il pose un regard lucide, sans concession, sur sa carrière : « Une histoire d'une profonde instabilité et de changement. »
Il a recherché aussi la réconciliation avec son métier d'acteur et notamment avec Hollywood, tout en reconnaissant en février 1996, lors d'un entretien au New York Times : « Plus tard, j'ai appris que le show-business est un milieu divertissant. J'ai donc eu à concilier mes sentiments idéalistes avec la réalité. »

## Théâtre
Liste non exhaustive des pièces de théâtre jouées.
- 1946 : A Flag Is Born - Le premier soldat
- 1948-1951 : Mister Roberts - Stefanowski
- 1948 : Sundown Beach - Thaddeus Long
- 1949 : The Smile of the World[70]
- 1949 : Neglected[71]
- 1950 : The Lady from the Sea - Lyngstrand
- 1950-1951 : The Country Girl[72] - Bernie Todd
- 1953 : Josephine - Anthony Harker
- 1954 : Court Olympus[73]
- 1959 : The Midnight Sun - Thad Tale
- 1961 : A Far Country - Sigmund Freud

## Filmographie

### Télévision

#### Décennies 1940-1950
Années 1940 :
- 1949 : Actor's Studio, épisode The Three Strangers
- 1949 : Actor's Studio, épisode Three O'Clock
- 1949 : Actor's Studio, épisode Greasy Luck
- 1949 : Actor's Studio, épisode A Trip to Czardis
- 1949 : Theatre of Romance, épisode The Afternoon of a Faun
- 1949 : Theatre of Romance, épisode The M.P. and the Mouse
- 1949 : Suspense, épisode The Serpent Ring

Années 1950 :
- 1950 : Suspense, épisode My Old Man's Badge : Dolph Romano
- 1950 : Starlight Theatre, épisode The Afternoon of a Faun
- 1950 : The Magnavox Theatre, épisode The Tale of the Wolf
- 1951 : Danger, épisode High Wire, High Steel
- 1952 : Danger, épisode The Hero
- 1952 : Schlitz Playhouse of Stars, épisode The Man That I Marry
- 1952 : Lights Out, épisode The Eyes from San Francisco
- 1952 : Lights Out, épisode The Death's Head
- 1952 : Lux Video Theatre, épisode Legacy of Love : Hank
- 1953 : Goodyear Television Playhouse, épisode The Long Way Home
- 1954 : The Mask, épisode The Young Dancer
- 1954 : Goodyear Television Playhouse, épisode The Inward Eye : monsieur Frank
- 1954 : The Motorola Television Hour, épisode Nightmare in Algiers
- 1954 : Goodyear Television Playhouse, épisode The Arena
- 1954 : The Philco Television Playhouse, épisode Middle of the Night : George
- 1954 : The Philco Television Playhouse, épisode Man on the Mountaintop : Horace Mann Borden
- 1955 : Playwrights '56, épisode The Sound and the Fury : Stobin
- 1956 : Playwrights '56, épisode Lost : Walter Uhlan
- 1957 : Alfred Hitchcock présente, épisode Enough Rope for Two : Joe Kedzie
- 1957 : The Seven Lively Arts, épisode The World of Nick Adams : Nick Adams
- 1957 : Studio One, épisode The Traveling Lady : Slim Breedlove
- 1958 : The DuPont Show of the Month, épisode The Bridge of San Luis Rey
- 1958 : Pursuit, épisode The Silent Night
- 1959 : Playhouse 90, épisode For Whom the Bell Tolls: Part 1-Part 2 : Agustin
- 1959 : The Lineup, épisode The Strange Return of Amy Armitage : Joey

#### Décennies 1960-1970
Années 1960 :
- 1960 : Sunday Showcase, épisode The American : George Pitt
- 1960 : Playhouse 90, épisode Journey to the Day : Docteur Edward Gutera
- 1960 : Sunday Showcase, épisode The Sacco-Vanzetti Story en deux parties : Bartolomeo Vanzetti
- 1960 : Dillinger, téléfilm : Melvin Purvis
- 1960 : Les Incorruptibles, épisode Pigeon d'argile : Jack 'Legs' Diamnond
- 1961 : Aventures dans les îles, épisode Jeux de pirates : B.E. Langard
- 1962 : Route 66, épisode City of Wheels : Frank Madera
- 1962 : Les Incorruptibles, épisode La Déchéance : Joseph December Jr.
- 1962 : The Eleventh Hour, épisode There Are Dragons in This Forest : Matk Tyner
- 1962 : Ben Casey, épisode Legacy from a Stranger : Ollie Burdick
- 1962 : Le Jeune Docteur Kildare, épisode The Cobweb Chain : Docteur Chandra Ramid
- 1963 : Ben Casey, épisode I'll Be Alright in the Morning : Docteur Keith Bernard
- 1963 : Naked City, épisode Barefoot on a Bed of Coals : Stanley Walenty
- 1963 : Bob Hope Presents the Chrysler Theatre (en), épisode Something About Lee Wiley : Ruben Fare
- 1963 : Espionage, épisode The Incurable One : Andrew Evans
- 1964 : Le Plus Grand Chapiteau du monde, épisode Corsicans Don't Cry : Frankie Santene
- 1964 : Suspicion, épisode Who Needs an Enemy? : Charlie Osgood
- 1965 : Suspicion, épisode Thanatos Palace Hotel : monsieur Manners
- 1965 : Kraft Suspense Theatre, épisode The Safe House : agent de sécurité de la police israélienne
- 1965 : Rawhide, épisode The Gray Rock Hotel : Marty Brown
- 1966 : Le Fugitif, épisode The White Knight : Glenn Madison
- 1966-1967 : Mission impossible, dans 27 épisodes, 1 saison : agent secret Daniel Briggs

Années 1970 :
- 1970 : Miracle of Survival: Israel's Heroic Battle for Life (documentaire historique), de Larry Frisch : lui-même, voix du narrateur
- 1977 : The Andros Targets, épisode In The Event of my Death : Ed Conway
- 1978 : King, téléfilm en trois parties : Stanley Levinson

#### Décennies 1980-1990
Années 1980 :
- 1984-1985 : On ne vit qu'une fois : Aristotle Descamedes
- 1986 : Mal à l'âme (Between Two Women), téléfilm : Teddy Petherton
- 1988 : Génération Pub, épisode Business as Usual : Leo Steadman
- 1989 : Columbo, épisode Ombres et lumières : monsieur Marosco

Années 1990 :
- 1990 : Equal Justice, épisode Goodbye, Judge Green : juge Stephen Green
- 1990-2000 : New York, police judiciaire, dans 229 épisodes, 10 saisons : procureur général Adam Schiff
- 1995 : Where's the Money, Noreen?, téléfilm : Brian Olmsted

### Cinéma

#### Décennies 1950-1960
Années 1950 :
- 1950 : La Dame sans passeport (A Lady Without Passport) de Joseph H. Lewis : Jack
- 1955 : Les Visiteurs maudits (Storm Fear) de Cornel Wilde : Benjie
- 1958 : La Déesse (The Goddess) de John Cromwell : John Tower
- 1959 : Kiss Her Goodbye d'Albert Lipton : Ed Wilson

Années 1960 :
- 1963 : Un enfant attend (A Child Is Waiting) de John Cassavetes : Ted Widdicombe
- 1965 : Trente minutes de sursis (The Slender Thread) de Sydney Pollack : Mark Dyson

#### Décennies 1980-1990
Années 1980 :
- 1980 : C'est ma chance (It's My Turn) de Claudia Weill : Jacob
- 1981 : L'Œil du témoin (Eyewitness) de Peter Yates : lieutenant Jacobs
- 1981 : Riches et Célèbres  (Rich and Famous) de  George Cukor : Jules Levi
- 1983 : Yentl de Barbra Streisand : Rabbin Alter Vishkower
- 1984 : Ras les profs !  (Teachers) d'Arthur Hiller : Sloan
- 1984 : À la recherche de Garbo (Garbo Talks) de Sidney Lumet : Walter Rolfe
- 1986 : On Valentine's Day de Ken Harrison : George Tyler
- 1986 : Le Contrat (Raw Deal) de John Irvin : Martin Lamanski
- 1986 : L'Affaire Chelsea Deardon (Legal Eagles) d'Ivan Reitman : procureur général Bower
- 1986 : La Brûlure (Heartburn) de Mike Nichols : Harry Samstat
- 1986 : Brighton Beach Memoirs de Gene Saks : monsieur Stroheim
- 1987 : Courtship de Howard Cummings : George Tyler
- 1988 : À bout de course (Running on Empty) de Sidney Lumet : Donald Patterson
- 1988 : État de choc (The Boost) de Harold Becker : Max Sherman

Années 1990 :
- 1990 : La Fièvre d'aimer (White Palace) de Luis Mandoki : Sol Horowitz
- 1991 : Billy Bathgate de Robert Benton : Otto Berman
- 1993 : La Firme  (The Firm) de Sydney Pollack : directeur du FBI F. Denton Voyles

## Distinctions
Note : sauf mention contraire, les informations ci-dessous sont issues de la page Awards de Steven Hill sur l'Internet Movie Database. Sont listés ici les principaux prix.
- New York Film Critics Circle Awards 1991 : nomination du meilleur acteur dans un second rôle pour le film Billy Bathgate.
- National Society of Film Critics Awards 1992 : nomination du meilleur acteur dans un second rôle pour le film Billy Bathgate.
- Emmy Awards 1998 : nomination du meilleur acteur dans un second rôle dans une série dramatique pour son rôle du procureur général Adam Schiff dans New York, police judiciaire.
- Emmy Awards 1999 : nomination du meilleur acteur dans un second rôle dans une série dramatique pour son rôle du procureur général Adam Schiff dans New York, police judiciaire.
- Screen Actors Guild Awards 1995 à 2001 : nomination pour une performance exceptionnelle dans une série dramatique pour les acteurs principaux de New York, police judiciaire.